# Confusion Na Wa
Pour les articles homonymes, voir confusion.
Pour plus de détails, voir Fiche technique et Distribution.
Confusion Na Wa est un film nigérian réalisé par Kenneth Gyang, sorti en 2013. Son titre s'inspire d'une chanson de Fela Kuti, Confusion.

## Synopsis
Dans une ville du Nigeria, deux délinquants, Charles et Chichi, dérobent le portable d'Emeka. Ils cassent ensuite le pare-brise de la voiture de Babajide pour voler son argent. Quand Emeka appelle son téléphone pour le retrouver, ils lui se moquent de lui. Ils partent ensuite acheter de la drogue auprès de Muri. Lors d'une fête, Charles drogue Fola, une amie de la fille de Babajide, et la viole. La police intervient dans la fête et arrête plusieurs personnes, Charles inclus.
Dans la rue, alors que Babajide discute avec son fils Kola, il asperge accidentellement un policier harassé, Bello. Ce dernier, dans un mouvement de colère, casse la vitre arrière de la voiture de Babajide. Ce dernier l'emmène au commissariat et Bello se retrouve emprisonné. Il est relâché, mais son portefeuille a été volé par Charles dans la cellule. Quand Charles est relâché à son tour, il retrouve Chichi et ils décident de faire chanter Emeka avec les photos trouvées dans son portable.
Babjide croit que son fils Kola est homosexuel. Il demande alors à Muri de le guérir de son homosexualité. Pendant ce temps, Adekunle, le père de Fola, cherche celui qui a violé sa fille.

## Fiche technique
- Réalisation : Kenneth Gyang
- Scénario : Kenneth Gyang et Tom Rowlands-Rees
- Photographie : Yinka Edward
- Producteur : Kenneth Gyang et Tom Rowlands-Rees
- Société de production : Cinema KpataKpata
- Sociétés de distribution :
- Langues : anglais
- Format : Couleur
- Genre : Comédie dramatique
- Durée : 105 minutes
- Dates de sortie : 1er août 2013

## Distribution
- Ramsey Nouah : Emeka Nwosu
- OC Ukeje : Charles
- Ali Nuhu : Bello
- Tunde Aladese : Isabella
- Gold Ikponmwosa : Chichi
- Tony Goodman : Babajide
- Nathaniel Deme : Kola
- Yanchat Sankey : Doyin
- Lisa Pam Tok : Fola
- Toyin Alabi : Adekunle

## Récompenses
- Africa Movie Academy Awards 2013 : Africa Movie Academy Award du meilleur film[2]
- Best of Nollywood Awards 2013 : meilleur scénario et réalisateur de l'année[3]